# Condado de Tarnobrzeg
Condado de Tarnobrzeg (polaco: powiat tarnobrzeski) é um powiat (condado) da Polónia, na voivodia de Subcarpácia. A sede do condado é a cidade de Tarnobrzeg. Estende-se por uma área de 520,02 km², com 53 846 habitantes, segundo os censos de 2005, com uma densidade 103,55 hab/km².

## Demografia
População (dados de 30 de Junho de 2005):
|          | Total   | Total | Mulheres | Mulheres | Homens  | Homens |
| -------- | ------- | ----- | -------- | -------- | ------- | ------ |
|          | pessoas | %     | pessoas  | %        | pessoas | %      |
| Total    | 53 846  | 100   | 27 382   | 50,9     | 26 464  | 49,1   |
| Cidades  | 12 867  | 100   | 6634     | 51,6     | 6233    | 48,4   |
| Povoados | 40 979  | 100   | 20 748   | 50,6     | 20 231  | 49,4   |